# Ichneumon leucomelas
Ichneumon leucomelas är en stekelart som beskrevs av Strom 1768. Ichneumon leucomelas ingår i släktet Ichneumon och familjen brokparasitsteklar. Inga underarter finns listade i Catalogue of Life.